# Rosjanie

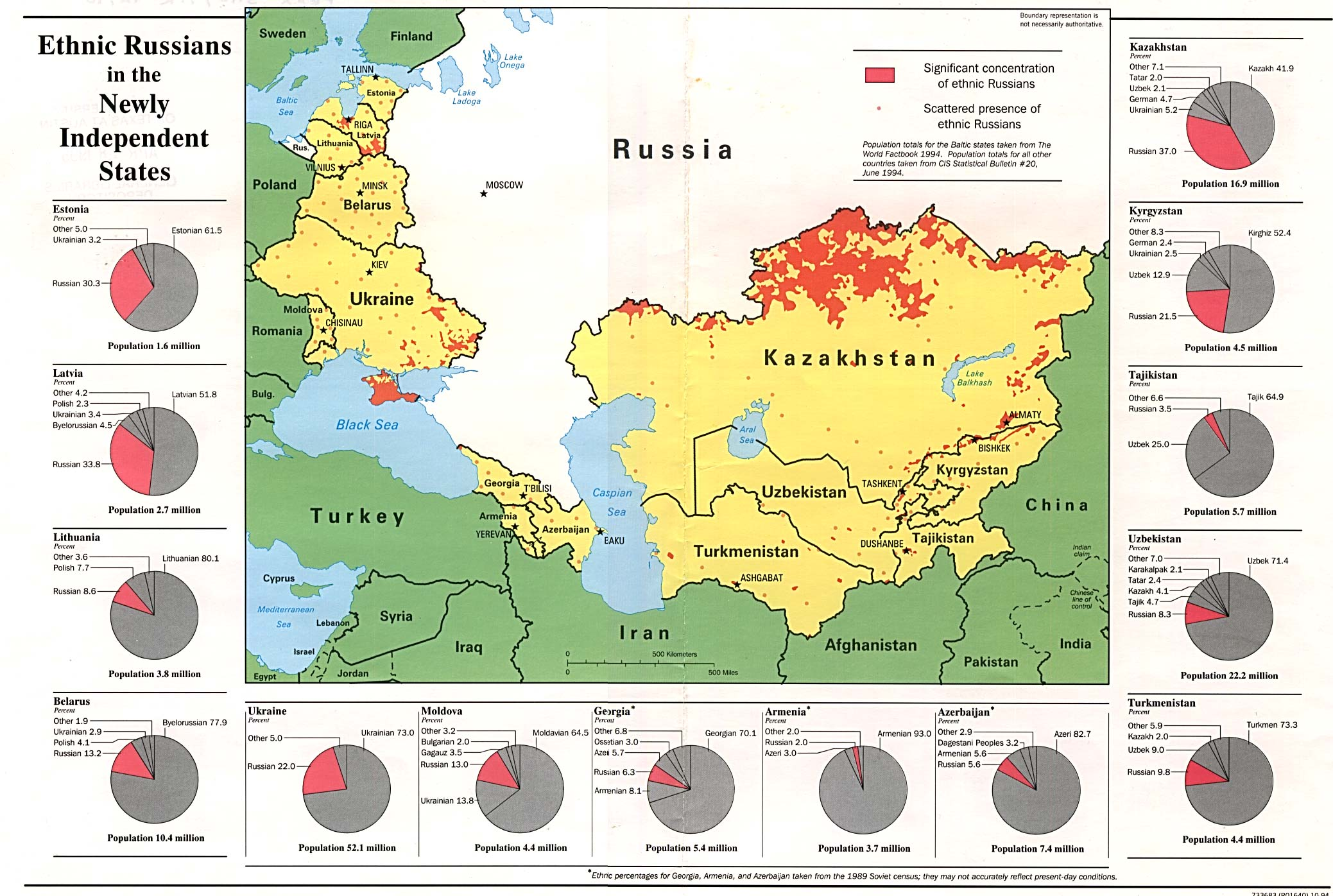
Mapa ukazująca tereny zamieszkane przez etnicznych Rosjan w krajach byłego ZSRR

Zasięg występowania języka rosyjskiego

Trzy pokolenia robotniczej rodziny rosyjskiej ze Złatousta w 1910 roku

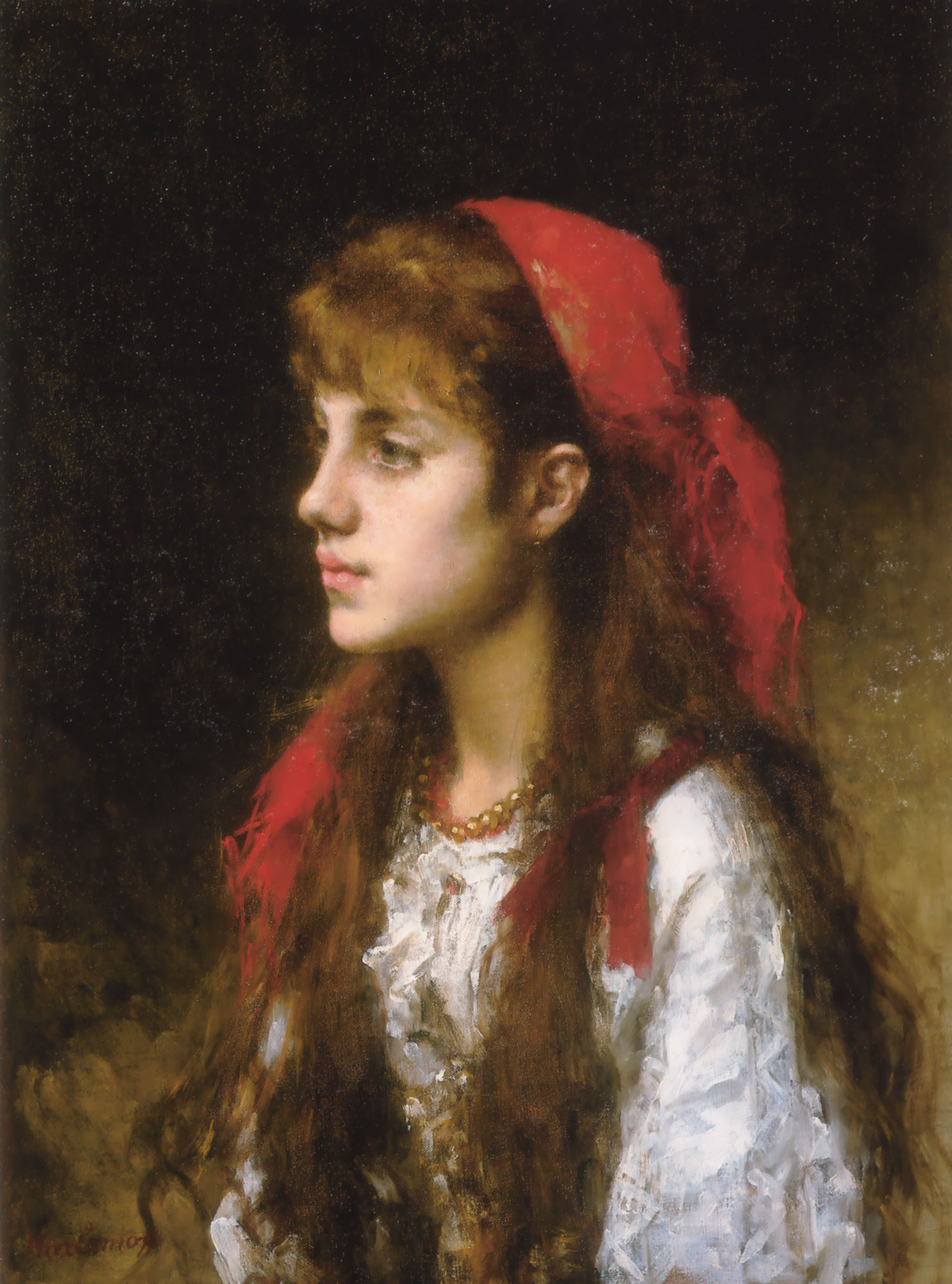
Rosyjska piękność – obraz pędzla Aleksieja Charłamowa

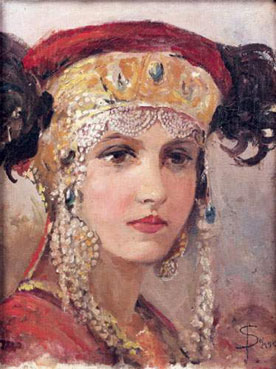
Soroka – tradycyjne kobiece nakrycie głowy

Rosjanie (ros. русские trb. russkije trl. russkie) – naród wschodniosłowiański, zamieszkujący głównie Rosję oraz inne kraje byłego Związku Radzieckiego, przede wszystkim: Ukrainę, Białoruś, Kazachstan, Uzbekistan, Łotwę, Kirgistan, Estonię, Litwę, Mołdawię z Nadniestrzem oraz Turkmenistan. Znaczące diaspory znajdują się w USA, Kanadzie, Wielkiej Brytanii, Brazylii i Niemczech.
Rosjanie są najliczniejszym narodem Europy i jednym z najbardziej licznych narodów świata, a ich liczbę szacuje się według różnych źródeł od 127 do 167 milionów. Zgodnie z rosyjskim powszechnym spisem ludności przeprowadzonym w 2010 roku Rosjanie są największą, tubylczą grupą etniczną Rosji, gdzie żyje ich ponad 111 mln (ok. 78%). Językiem ojczystym większości Rosjan jest język rosyjski, a religią dominującą jest prawosławie (ok. 75%).

## Etymologia
Nazwa „Rosjanie” (ros. russkije, dosłownie „ruscy, Rusini”) pochodzi od słowa „Ruś”, którego etymologia zawsze wzbudzała wiele kontrowersji. W historii wywodzono ją od nazwy starożytnego plemienia Roksolanów, od słowa rossieje, co oznacza rozsiane (po ziemi, daleko) i wielu różnych nazw topograficznych. Współcześni językoznawcy wywodzą najczęściej nazwę „Ruś” od ugrofińskiego słowa „Ruotsi”, które oznacza „mieszkańcy wybrzeża”, „brzeżanie”. Finowie do dzisiaj nazywają tak Szwedów, od których słowo to mogli przejąć, gdyż roslag oznacza w staronordyjskim „wybrzeże”.
Potocznie słowo Rosjanie (ros. rossijanie) jest używane do określenia wszystkich obywateli Rosji bez względu na przynależność etniczną, podobnie jak często czyniono to wobec obywateli Związku Radzieckiego. Dawniej etnicznych Rosjan nazywano też Wielkorusinami (ros. wielikorusy), gdyż zamieszkiwali nie tyle większą, co starszą część państwa, w przeciwieństwie do Małorusinów (dziś Ukraińców).

## Etnogeneza
W czasach prehistorycznych szerokie stepy południowej Rosji były zasiedlone przez pasterskich nomadów. Według teorii kurhanowej ludność praindoeuropejska uformowała się na południu dzisiejszej Rosji (ok. 10 000 lat temu), a następnie migrując do Europy i Azji dała początek m.in. Grekom, Germanom, Celtom, Bałtom, Słowianom i ludom indo-irańskim. Według teorii dominującej do lat 70. XX wieku, ok. 6000–7000 lat temu przywędrowały z okolic Uralu do Europy Północnej pierwsze plemiona ugrofińskie, które wkrótce zdominowały ludność paleoeuropejską i całkowicie ją zasymilowały. Obecnie przeważa pogląd, że ludy ugrofińskie ukształtowały się w europejskiej części Rosji w tym samym czasie co Praindoeuropejczycy. W okresie starożytnym Step Pontyjski był zamieszkiwany przez Scytów, a jego kresy zachodnie również przez Sarmatów. We wczesnym średniowieczu przez terytorium dzisiejszej Rosji wędrowały liczne ludy różnego pochodzenia, m.in. Hunowie, Alanowie, Awarowie, Bułgarzy, Chazarowie, Pieczyngowie, Połowcy i Węgrzy. Pomimo istnienia interakcji pomiędzy wymienionymi ludami a Słowianami, nie wiadomo czy ludy te miały bezpośredni wpływ na etnogenezę Rosjan. W poł. VII w. na terenach Kaukazu Północnego powstał Kaganat Chazarski (ok. 650–969) – jedyne znane państwo judaistyczne, którego mieszkańcy nie byli etnicznymi Żydami. Chazarowie opanowali w VIII w. znaczne obszary dzisiejszych południowej Rosji i Ukrainy podporządkowując sobie część wschodniej Słowiańszczyzny (m.in. plemię Polan).
Dominujący substrat w etnogenezie Rosjan stanowiły plemiona wschodniosłowiańskie (Krywicze, Radymicze, Siewierzanie, Słowienie, Wiatycze i inne), którym współcześni Rosjanie zawdzięczają swój język i podstawy kultury ludowej. Południowo-zachodnia Rosja była zasiedlona przez Słowian już w V w. n.e. Niektóre regiony europejskiej części Rosji, zwłaszcza obszary północno-wschodnie, zostały zasiedlone przez ludność słowiańską po 1000 r. Wraz z powstaniem państwa ruskiego, zamieszkujące je niektóre ludy ugrofińskie (Meria, Mieszczera i Muroma), bałtowskie (Goladź) oraz germańscy Waregowie ulegli całkowitej asymilacji z ludnością słowiańską. W tym okresie na kulturę ruską silnie oddziaływały kultura Słowian Południowych (szczególnie bułgarska i serbska), a także kultury bizantyjska i grecka. W wyniku tych kontaktów przyjęto na Rusi chrześcijaństwo wschodniego rytu, zaadaptowano wzorce prawosławnej literatury, architektury i ikonografii oraz zapoznano się z mitologią starożytnych Grecji i Bliskiego Wschodu.
Rozbicie dzielnicowe Rusi (1054–1521), brak jedności politycznej księstw ruskich, polonizacja i katolicyzacja zachodniej Rusi (XIV-XVIII w.) doprowadziły do pogłębiania się różnic pomiędzy ludnością wschodniosłowiańską i formowania się trzech osobnych narodów wschodniosłowiańskich: rosyjskiego, ukraińskiego i białoruskiego. Najazdy tatarskie wywarły trwały wpływ na kulturę rosyjską (np. broń biała, elementy strojów, legendy i inne przejawy folkloru), choć sami Tatarzy ulegli tylko w niewielkim stopniu asymilacji z Rosjanami i do dziś są największą mniejszością etniczną Rosji. W wyniku zniszczenia dzielnicy kijowskiej przez Tatarów (1299) i ucisku feudalnego w Rzeczypospolitej szlacheckiej, doszło do masowego napływu ludności słowiańskiej z terenów ukrainnych na południe Rosji. Ludność ta organizowała się na sposób kozacki i z podporą caratu ekspandowała na wschód Rosji, zasiedlając tereny od Donu i Kaukazu do Syberii i Pacyfiku (Kozacy dońscy, kubańscy, terscy, uralscy, syberyjscy, amurscy, ussuryjscy i inni). Kwestia podwójnego osiedlenia słowiańskiego w Rosji jest obecnie często przytaczana w kontekście kształtowania się rosyjskiej i ukraińskiej świadomości narodowej. Wraz z ekspansją terytorialną Rosji w kierunku wschodnim, wiele napotkanych przez Rosjan ludów ugrofińskich, tureckich, mongolskich, tunguskich i paleoazjatyckich uległo częściowej lub całkowitej z nimi asymilacji. W wyniku intensywnych kontaktów handlowych na pograniczu norwesko-rosyjskim doszło do asymilacji tamtejszej ludności i powstania języka russenorsk, czyli rosyjsko-norweskiego języka pidżinowego.
Pod względem kulturowym najbliżsi Rosjanom są kolejno: Białorusini, Poleszucy, Ukraińcy, Karpatorusini, Bułgarzy, Macedończycy, Serbowie i Czarnogórcy. Z Rosjanami łączy ich: prawosławie, alfabet cyrylicki, pokrewieństwo językowe i wiele innych aspektów kultury.

## Antropologia fizyczna
Etniczni Rosjanie są w tradycyjnej antropologii fizycznej zaliczani do białej rasy kaukaskiej. Populacja rosyjska jest zasadniczo jednorodna pod względem fizycznym. Komparatystyka dotychczasowych badań antropologicznych wykazuje na pokrewieństwo z innymi etnosami rasy białej typów środkowoeuropejskiego i nordyckiego z różnym stopniem podobieństwa w zależności od badanego regionu.
Cechami wyróżniającymi Rosjan spośród innych populacji rasy białej są:
- bardzo jasna pigmentacja i przewaga jasnych odcieni włosów i koloru oczu;
- rzadki zarost brwi i brody;
- umiarkowana szerokość twarzy;
- przewaga średniego horyzontalnego profilu i średniego przedsionka nosa;
- znikome pochylenie czoła i bardzo słabo rozwinięty łuk brwiowy.

Współczesne badania genetyczne nad pokrewieństwem poszczególnych narodów koncentrują się na występowaniu haplogrup w chromosomach Y. W przypadku etnosów słowiańskich charakterystyczną dla nich jest haplogrupa R1a1 (Y-DNA). Według różnych badań częstotliwość występowania tej grupy u Rosjan wynosi 47–55%, co czyni ich największymi nosicielami tej haplogrupy na świecie (ok. 30 mln mężczyzn). Drugą grupą pod względem liczebności wśród Rosjan (ok. 20%) stanowią mężczyźni będący nosicielami haplogrupy N (Y-DNA), charakterystycznej dla ludów fińskich i całej północnej Eurazji. Potwierdza to obserwowane od Średniowiecza zjawisko asymilacji plemion fińskich przez północno-wschodnich Rusinów. W wyniku tych procesów Rosjanie stali się drugim po Chińczykach narodem nosicielem haplogrupy N (ok. 13 mln mężczyzn).
Najczęściej występującą wśród Rosjan grupą krwi jest grupa 0 z częstotliwością występowania 0,598 (dla porównania 0,6–0,65 dla pozostałych mieszkańców Europy Wschodniej i Środkowej). Drugą najliczniejszą jest grupa A o prezentacji 0,247 (dla porównania 0,25–0,3 dla pozostałych mieszkańców Europy Wschodniej i Środkowej). Najrzadziej występującą u Rosjan jest grupa krwi B (częstotliwość wśród Rosjan: 0,156, u sąsiednich ugrupowań geograficznych: 0,1–0,2, w Europie Zachodniej i Środkowej: 0,05–0,1).

## Demografia
Rosjanie stanowią jedną z największych grup etnicznych na świecie, ich łączna liczba wynosi około 150 milionów. Najwięcej Rosjan (około 115,9 miliona) mieszka w Rosji, około 28 milionów zamieszkuje pobliskie kraje, a 2 miliony mieszka w pozostałych częściach świata (głównie w USA, Kanadzie, Brazylii, Australii i Europie Zachodniej).

## Język
Językiem ojczystym Rosjan jest język rosyjski – największy język z rodziny języków słowiańskich. Posługuje się nim jako pierwszym językiem około 145 mln ludzi, ogółem (według różnych źródeł) 250–300 mln. Oprócz samej Rosji język rosyjski jest także językiem urzędowym na Białorusi, w Kazachstanie, Kirgistanie, na Krymie, w Naddniestrzu, Gagauzji, Abchazji i Osetii Południowej. Jest jednym z sześciu języków oficjalnych Organizacji Narodów Zjednoczonych. Posługuje się cyrylicą. Język literacki rozwinął się bezpośrednio z języka staroruskiego w XV w.

## Religia
Zgodnie z różnymi danymi większość Rosjan jest wyznania prawosławnego – podawane liczby wahają się od 50% do 75% ludności. Od 33% do 48% stanowią ateiści i obojętni wobec kwestii wiary (według badań WCIOM 8%). Rosjanie, którzy identyfikują się z prawosławiem, niekoniecznie są osobami wierzącymi i biorącymi udział w praktykach religijnych.

## Grupy etnograficzne
W wyniku rozwoju środków masowego przekazu oraz możliwości swobodnego i łatwego przemieszczania się ludności w Rosji, dochodzi obecnie do zaniku wielu starych dialektów i gwar rosyjskich. Niemniej ze względu na charakterystykę rolnictwa oraz oryginalne cechy kultury ludowej można wytypować następujące współczesne rosyjskie grupy etnograficzne:
- Cukany (ros. Цуканы) – zamieszkują obwód tambowski.
- Goriuny (ros. Горюны)
- Górale kaukascy
- Gurany (ros. Гураны)
- Jakutianie (ros. Якутяне) – zamieszkują Jakucję.
- Kozacy (ros. Казаки) – zamieszkują dorzecza niektórych rzek w południowej Rosji i Kazachstanie oraz Syberię.
  - Kozacy amurscy (ros. Амурские казаки)
  - Kozacy astrachańscy (ros. Астраханские казаки)
  - Kozacy dońscy (ros. Донские казаки)
  - Kozacy nadbajkalscy (ros. Забайкальские казаки)
  - Kozacy kubańscy (ros. Кубанские казаки)
  - Kozacy Niekrasowcy (ros. Некрасовцы)
  - Kozacy orenburscy (ros. Оренбургские казаки)
  - Kozacy Siedmiorzecza (ros. Семиреченские казаки)
  - Kozacy syberyjscy (ros. Сибирские казаки)
  - Kozacy terscy (ros. Терские казаки, Гребенские казаки)
  - Kozacy uralscy (jaiccy) (ros. Уральские казаки, Яицкие казаки)
  - Kozacy ussuryjscy (ros. Уссурийские казаки)
- Kamczadałowie (ros. Камчадалы)
- Kamenszczyki (ros. Каменщики, бухтарминцы)
- Karymy (ros. Карымы)
- Kierżaki (ros. Кержаки) – zamieszkują Niżnonowogrodzkie Zawołże, Ural i Zachodnią Syberię
- Kołymczanie (ros. Колымчане)
- Lipowanie (ros. Липоване) – grupa staroobrzędowców zamieszkująca Rumunię.
- Markowcy (ros. Марковцы)
- Mołokanie (ros. Молокане) – zamieszkują Kaukaz Północny i Kaukaz Południowy, liczna diaspora na zachodnim wybrzeżu USA
- Obojancy (ros. Обоянцы) – zamieszkują południową część obwodu odeskiego i historyczny Budziak.
- Odnodworcy (ros. Однодворцы)
- Polaki (ros. Поляки) – potomkowie staroobrzędowców osiedlonych na terytorium I Rzeczypospolitej, w 1763 r. przesiedleni na Syberię.
- Polechi (ros. Полехи)
- Pomorcy (ros. Поморы) – zamieszkują wybrzeża Morza Białego i Morza Beringa.
- Ptiszanie (ros. Птишане) – zamieszkują północno-zachodnią część Kraju Stawropolskiego.
- Puszkari (ros. Пушкари)
- Ruskoustjincy (ros. Русскоустьинцы)
- Sajany (ros. Саяны)
- Siemiejskije (ros. Семейские) – zamieszkują tereny położone na wschód od Bajkału.
- Sybiracy (ros. Сибиряки)
- Sickari (ros. Сицкари)
- Szapowały (ros. Шаповалы) – zamieszkują południową część obwodu briańskiego.
- Terjuchanowie
- Tudowlanie (ros. Тудовляне)
- Zatundryjscy chłopi (ros. Затундренные крестьяне)

## Kultura

### Literatura

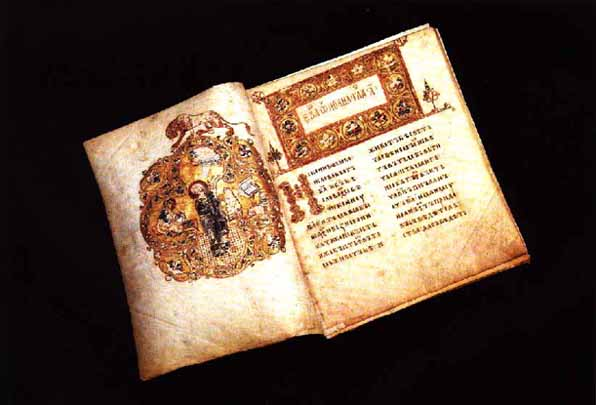
Ewangeliarz Ostromira – drugi najstarszy zabytek piśmiennictwa ruskiego pochodzący z lat 1056–1057 – zbiory Rosyjskiej Biblioteki Narodowej

Staroruska literatura powstała na przełomie X–XI wieku w związku z rozwojem piśmiennictwa i kultury feudalnej Rusi. Jej fundamentem stała się ustna twórczość ludowa – tzw. byliny, skazy, pieśni, legendy i inne przejawy folkloru. W rozwoju staroruskiej literatury XI–XIV wieków znaczną rolę odegrały integralne związki Rusi z Bizancjum i kulturą południowosłowiańską, skąd przeniesione zostały na Ruś m.in. wzorce literatury religijnej.

### Sztuki piękne

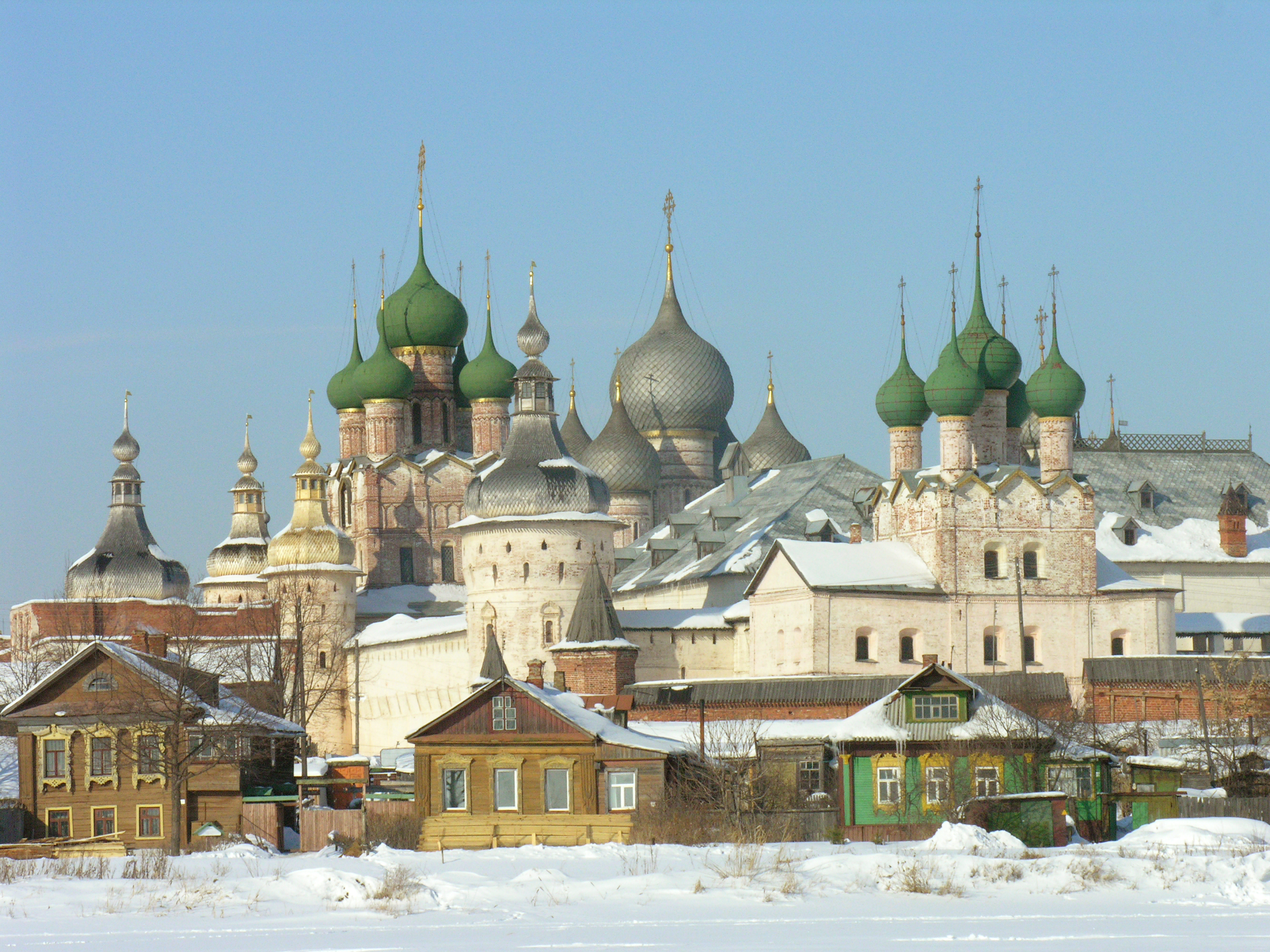
Architektura miasta Rostów (2006)

Główną bazę sztuki rosyjskiej stanowiła kultura plemion południowo- i wschodniosłowiańskich, a także sztuka bizantyńska i grecka. W X w. rozpoczęto budowę pierwszych świątyń opartych na wzorcach bizantyjskich, ale noszących oryginalne cechy lokalne, zaczęła się rozbudowa miast (m.in. Nowogród Wielki, Suzdal, Jarosław) z twierdzą – kremlem, wokół którego mieścił się gród. Oprócz drewnianych budowli z silnymi wpływami budownictwa ludowego wznoszono także okazałe budowle kamienne, m.in. kreml nowogrodzki wraz z Soborem św. Sofii (989, przebudowa 1045–1052). W XII w. ukształtowało się kilka odrębnych szkół architektury i malarstwa, z czego na czołowej pozycji uplasowała się szkoła nowogrodzka. W okresie tym powstały bogato zdobione freskami cerkwie nowogrodzkie: Zwiastowania (1180), św. Jerzego (1180) i Spas-Neredica (1198). Inne szkoły – pskowska oraz włodzimiersko-suzdalska – zapoczątkowały wznoszenie budowli z białego kamienia, harmonijnie wpisanych w krajobraz.

### Muzyka i balet
Podstawy muzyki rosyjskiej stanowi bogaty folklor muzyczny, którego historia sięga okresu Rusi Kijowskiej. Dynamiczny rozwój muzyki rosyjskiej nastąpił pod wpływem klasycyzmu na początku XIX w. Do najważniejszych kompozytorów tego okresu należy Michaił Glinka, który wraz ze swymi uczniami z tzw. „potężnej gromadki” (Aleksandr Borodin, Modest Musorgski, Nikołaj Rimski-Korsakow i inni) doprowadził do powstania rosyjskiej muzycznej szkoły narodowej. Do najsłynniejszych dzieł tego okresu należą opery: Życie za cara (1836), Borys Godunow (1868–1872) i Kniaź Igor (1869–1888). Istotnym wydarzeniem było założenie Rosyjskiego Towarzystwa Muzycznego (1859) przez Antona i Nikołaja Rubinsteinów. Za najważniejszego kompozytora okresu romantyzmu uważa się powszechnie Piotra Czajkowskiego, autora najbardziej znanych baletów na świecie: Jeziora łabędziego (1875–1876), Dziadka do orzechów (1891–1892) i Śpiącej królewny (1889). Na początku XX w. tancerze Anna Pawłowa i Wacław Niżyński wraz z impresariem Siergiejem Diagilewem i jego Ballets Russes położyli podwaliny pod taniec nowoczesny.

## Kuchnia
Kuchnia rosyjska formowała się w wielu regionach w surowych warunkach klimatycznych a jej podstawy stanowią: ryby, drób, dziczyzna, grzyby, owoce leśne i miód. Ze względu na urodzaj żyta, pszenicy, jęczmienia i prosa na południu kraju, powstało w Rosji wiele rodzajów pieczywa, kwasu chlebowego, piwa i wódki. Głównymi składnikami zup i sosów o różnych smakach są potrawy sezonowe lub magazynowane oraz ryby i mięso. Za tradycyjne dania rosyjskie uważa się m.in. przepiórkę z pierogami, pielmieni, naleśniki, czarny kawior (podawany jako zakąska), wędzone, suszone lub surowe ryby (np. bieługa, jesiotr, tołpyga), paschę, barszcz, botwinę i wiele innych.

## Rosjanie w diasporze

### Chiny
Rosjanie są jedną z 56 mniejszości etnicznych oficjalnie uznawanych przez rząd Chin. Większość chińskich Rosjan mieszka w północnej części Chin.

### Kraje nadbałtyckie
W okresie radzieckim na terenach Estonii, Łotwy i Litwy osiedliło się bardzo wielu Rosjan oraz przedstawicieli innych grup etnicznych. Było to też związane ze świadomą polityką kolonizacji tych krajów prowadzoną przez Kreml. Po odzyskaniu niepodległości przez kraje bałtyckie w 1991 roku, rządy tych państw podjęły decyzję o przyznaniu obywatelstwa tylko tym mieszkańcom, którzy lub których przodkowie, byli obywatelami tych państw przed ich włączeniem do ZSRR. Działania te wynikały z obaw przed utratą większości przez etnicznych Łotyszy i Estończyków w swoich republikach. Wszyscy mieszkańcy osiedleni w okresie radzieckim oraz ich potomkowie nie otrzymali obywatelstwa Estonii i Łotwy i muszą się o nie ubiegać jak obcokrajowcy. W praktyce oznacza to, że większość Rosjan mieszkających w krajach bałtyckich została pozbawiona praw obywatelskich, które formalnie posiadała w okresie radzieckim (do 1991). Ze względu na brak znajomości języków estońskiego i łotewskiego znaczna liczba Rosjan nie może przystąpić do egzaminu decydującego o przyznaniu obywatelstwa. Po wejściu Litwy, Łotwy i Estonii do Unii Europejskiej nastąpił pewien paradoks. Wielu z tamtejszych Rosjan, którym nie przyznano obywatelstwa stało się obywatelami Unii Europejskiej, jednak wielu z nich wciąż nie jest obywatelami żadnego z krajów Unii Europejskiej.
Procent etnicznych Rosjan w populacjach krajów bałtyckich: Łotwa (26,9%), Estonia (25,7%), Litwa (6,5%).